# Comuna Uda-Clocociov, Teleorman
Uda-Clocociov este o comună în județul Teleorman, Muntenia, România, formată din satele Uda-Clocociov (reședința) și Uda-Paciurea.

## Demografie
Componența etnică a comunei Uda-Clocociov
     Români (82,4%)
     Romi (6,32%)
     Alte etnii (0%)
     Necunoscută (11,28%)
Componența confesională a comunei Uda-Clocociov
     Ortodocși (88,63%)
     Alte religii (0,09%)
     Necunoscută (11,28%)
Conform recensământului efectuat în 2021, populația comunei Uda-Clocociov se ridică la 1.108 locuitori, în scădere față de recensământul anterior din 2011, când fuseseră înregistrați 1.582 de locuitori. Majoritatea locuitorilor sunt români (82,4%), cu o minoritate de romi (6,32%), iar pentru 11,28% nu se cunoaște apartenența etnică. Din punct de vedere confesional, majoritatea locuitorilor sunt ortodocși (88,63%), iar pentru 11,28% nu se cunoaște apartenența confesională.

## Istorie
La sfârșitul secolului al XIX-lea, comuna făcea parte din plasa Călmățuiul-Marginea a județului Teleorman și era alcătuită doar din satul Uda-Clocociov, având o populație de 1105 de locuitori. În comună funcționa o școală mixtă, și o biserică. La acea vreme, pe teritoriul actual al comunei, în aceiași plasă, mai funcționa și comuna Uda-Paciurea, având o populație de 726 de locuitori. În comună funcționa o școală mixtă și o biserică.
Anuarul Socec din 1925 consemnează comuna în plasa Turnu Măgurele a aceluiași județ, având o populație de 1324 de locuitori. Comuna Uda-Paciurea făcea parte și ea, din aceiași plasă, având o populație de 1112 de locuitori.
În anul 1950, comunele au trecut la raionul Turnu Măgurele a regiunii Teleorman, raion care doi ani mai târziu, a fost arondat regiunii București.
În anul 1968, comuna a trecut la județul Teleorman, având actuala structură. Tot atunci, comuna Uda-Paciurea a fost desființată și inclusă în comuna Uda-Clocociov.

## Politică și administrație
Comuna Uda-Clocociov este administrată de un primar și un consiliu local compus din 9 consilieri. Primarul, Florica Aurelia Bărbulescu[*], de la Partidul Social Democrat, este în funcție din 2004. Începând cu alegerile locale din 2024, consiliul local are următoarea componență pe partide politice:
|  | Partid                    | Consilieri | Componența Consiliului | Componența Consiliului | Componența Consiliului | Componența Consiliului | Componența Consiliului | Componența Consiliului |
|  | ------------------------- | ---------- | ---------------------- | ---------------------- | ---------------------- | ---------------------- | ---------------------- | ---------------------- |
|  | Partidul Social Democrat  | 6          |                        |                        |                        |                        |                        |                        |
|  | Partidul Național Liberal | 3          |                        |                        |                        |                        |                        |                        |